# HK Motor Zaporizjzja
HK Motor Zaporizjzja (ukrainska: ГК Мотор Запоріжжя) är en handbollsklubb från Zaporizjzja i Ukraina, bildad 1958. Laget har Junist sportpalats som hemmaarena.
Till följd av Rysslands invasion av Ukraina 2022 och det efterföljande rysk-ukrainska kriget var dom under säsongen 2022/2023 med i den tyska andradivisionen, 2. Handball-Bundesliga.

## Meriter
- Ukrainska mästare: 2013, 2014, 2015, 2016, 2017, 2018, 2019, 2020, 2021, 2022, 2023

## Spelare i urval
- Jegor Jevdokimov (2013–2017)
- Aidenas Malašinskas (2015–2022)
- Serhij Onufrijenko (2013–2015)
- Barys Puchoŭski (2015–2022)
- Richard Štochl (2013–2015)